# Nes aan de Amstel

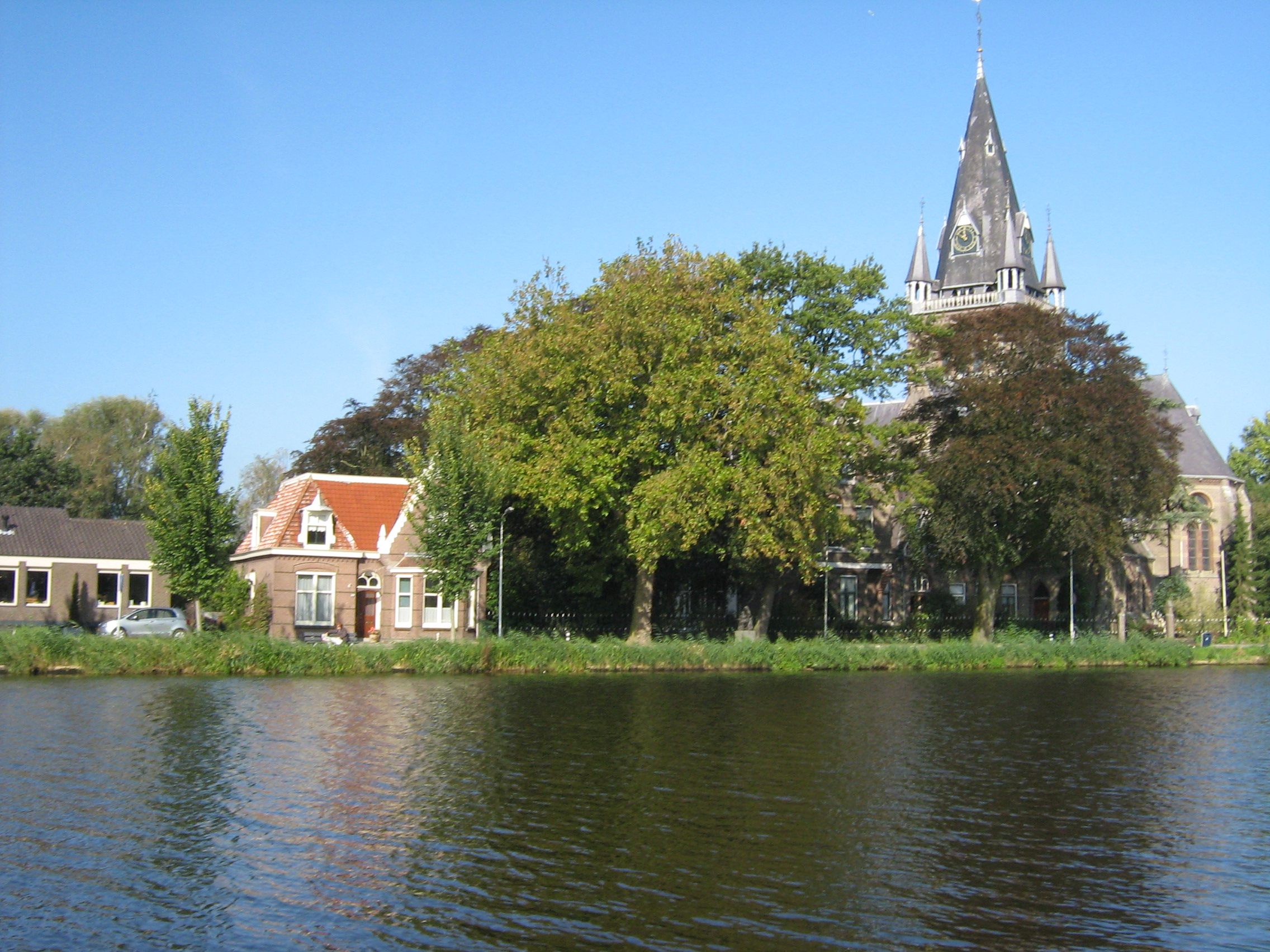
Gezicht op Nes aan de Amstel

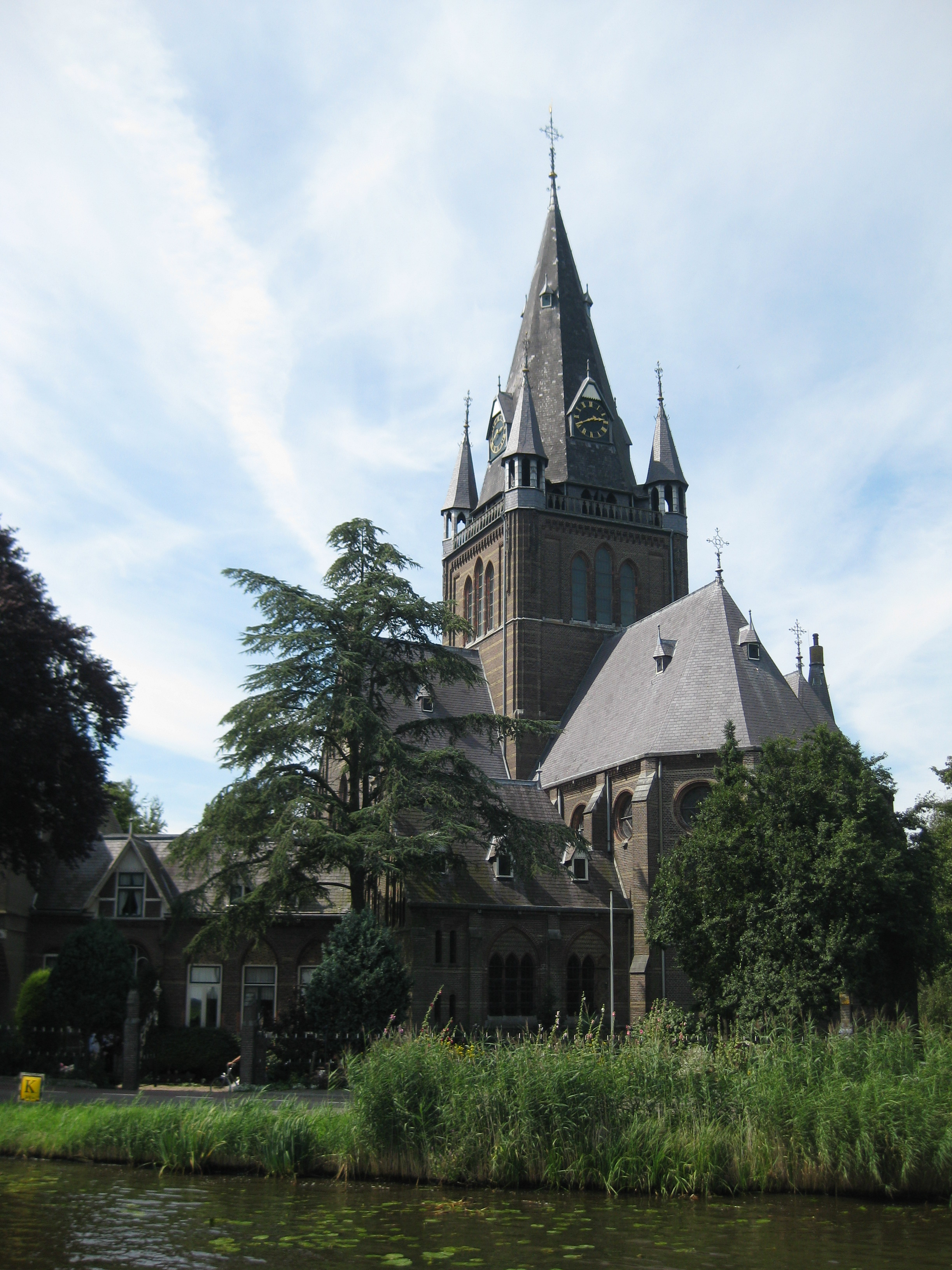
Sint-Urbanuskerk

Nes aan de Amstel is een Nederlands dorp dat deel uitmaakt van de gemeente Amstelveen aan de rand van de provincie Noord-Holland. Het dorp ligt - zoals het tweede deel van de naam aangeeft - aan de rivier de Amstel. Het bevindt zich aan de rand van de Bovenkerkerpolder (B.P.), die na vervening in 1769 werd drooggelegd, en - aan de overzijde van de rivier de Amstel - aan de Rondehoep-polder. Het dorp heeft geen eigen postcode en plaatsnaam in het postcodeboek, voor de postadressen ligt het daarom 'in' Amstelveen.

## Geschiedenis
Het dorp is in de 16e eeuw ontstaan als buitendijksland waaraan het haar naam Nes te danken heeft. Het is dus ontstaan tussen de Bovenkerkerpolderdijk (thans de Ringdijk B.P.) en de Amsteldijk, vanouds de weg van Amsterdam naar Uithoorn. Het is nauw verbonden met het iets zuidelijker gelegen Zwaluwebuurt. Oude benamingen zijn dan ook de Nes- en Zwaluwebuurt of Nesser-Zwaluwe. In 1870 telde het dorp binnen de kom 191 inwoners en met de in de omtrek wonenden 574 inwoners. Het is sinds 1947 geleidelijk vergroot.
Sinds 1631 is er een rooms-katholieke kerk. Thans wordt het dorpsgezicht grotendeels bepaald door de Rooms-katholieke Sint-Urbanuskerk, de eerste kerk die werd gebouwd naar een ontwerp van de architect Joseph Cuypers.
Nabij voornoemde kerk bevindt zich de Rooms-katholieke basisschool, genaamd de Sint-Josephschool, opgericht in 1921 en in gebruik geweest tot 1975. In 2014 is dit schoolgebouw verbouwd tot woonhuis.
Even verder ten noorden lagen verschillende kleine -aan de Nes verbonden- buurtschappen. Eerst was daar het buurtje Vierhuizen, maar dat hoort thans helemaal bij het dorp. Dan volgt verderop de buurtschap De Zwarte Kat, vernoemd naar het 17e-eeuwse café De Zwarte Kat. Ten slotte volgde de buurtschap Waardhuizen.
Ten zuiden van het dorp Nes ligt het oude veerhuis De Zon, thans restaurant Cantina del Corazon, waar zich een voetveer bevond, wat de bewoners van de Nes verbond met bewoners van de bovengenoemde Rondehoep-polder. Een kleine 2 kilometer noordelijk vaart tussen de Nesserlaan en de Ronde Hoep overdag in de zomer het door Groengebied Amstelland geëxploiteerde veer genaamd Fuut, uitsluitend voor voetgangers en fietsers.
Het dorp Nes heeft verschillende gemeentemonumenten waaronder een woonhuis uit 1914 van de hand van de architect P.J. de Bruijn in neoclassicistische stijl dat gelegen is naast de kerk. Zie bijgaande foto.

## Evenementen
Er is een actief verenigingsleven. Zo wordt er jaarlijks door de plaatselijke ijsclub "Onder-Ons" een prutrace georganiseerd, de slob- en slootrace. De ongeveer 100 deelnemers leggen een route af van circa 3 kilometer door de weilanden en sloten van de Bovenkerkerpolder rondom het dorp. Deze wedstrijd wordt gehouden tijdens het dorpsfeest medio juni, een feest waarbij het hele dorp verschillende activiteiten doet zoals minivoetbal en de rommelmarkt.

## Geboren
- Aagje Deken (1741), Nederlands schrijfster
- Hans Janmaat (1934), Nederlands politicus

## Openbaar vervoer
Nes aan de Amstel werd tot 8 december 2017 bediend door Connexxion buslijn 149, tussen busstation Amstelveen en Uithoorn busstation. Op 10 december 2017 werd deze vervangen door de AML Flex, een elektrische afroepauto. Sinds 3 januari 2021 keerde lijn 149 weer terug, maar alleen van maandag t/m vrijdag overdag, als gedeeltelijke vervanging van AML Flex. 's Avonds en in het weekend bleef AML Flex rijden, al werd de naam per januari 2024 veranderd in OV op Maat.